# Bunia
Bunia je glavni grad provincije Ituri u Demokratskoj Republici Kongo. Nalazi se 30-ak km zapadno od Albertovog jezera, jednog od šest Afričkih velikih jezera, na granici s Ugandom, 170 km sjeverno od polutara. Leži na 1280 metara nadmorske visine.
Grad je doživio velika razaranja i brojne civilne žrtve tijekom Drugog kongoanskog rata (1998. – 2003.). Danas je glavno sjedište UN-ovih mirovnih snaga (MONUC) za sjeveroistočni dio DR Kongo. Jedan od glavnih razloga sukoba između etničkih skupina Hema i Lendu (poznatog kao Iturijski konflikt) obližnji su rudnici zlata.
Prema popisu iz 2004. godine, Bunia je imala 230.625 stanovnika.

## Vanjske poveznice

### Ostali projekti
|  | Zajednički poslužitelj ima još gradiva o temi Bunia |